# Nearolyma pyrsocoma
Nearolyma pyrsocoma är en fjärilsart som beskrevs av Edward Meyrick 1937. Nearolyma pyrsocoma ingår i släktet Nearolyma och familjen äkta malar. Inga underarter finns listade i Catalogue of Life.